# Trevi nel Lazio
Trevi nel Lazio est une commune italienne de la province de Frosinone, dans la région Latium.

## Géographie
Trevi nel Lazio est situé au centre-ouest du massif des Monts Simbruins.

## Culture
- L'église de Trevi abrite les reliques de saint Pierre l'Ermite.

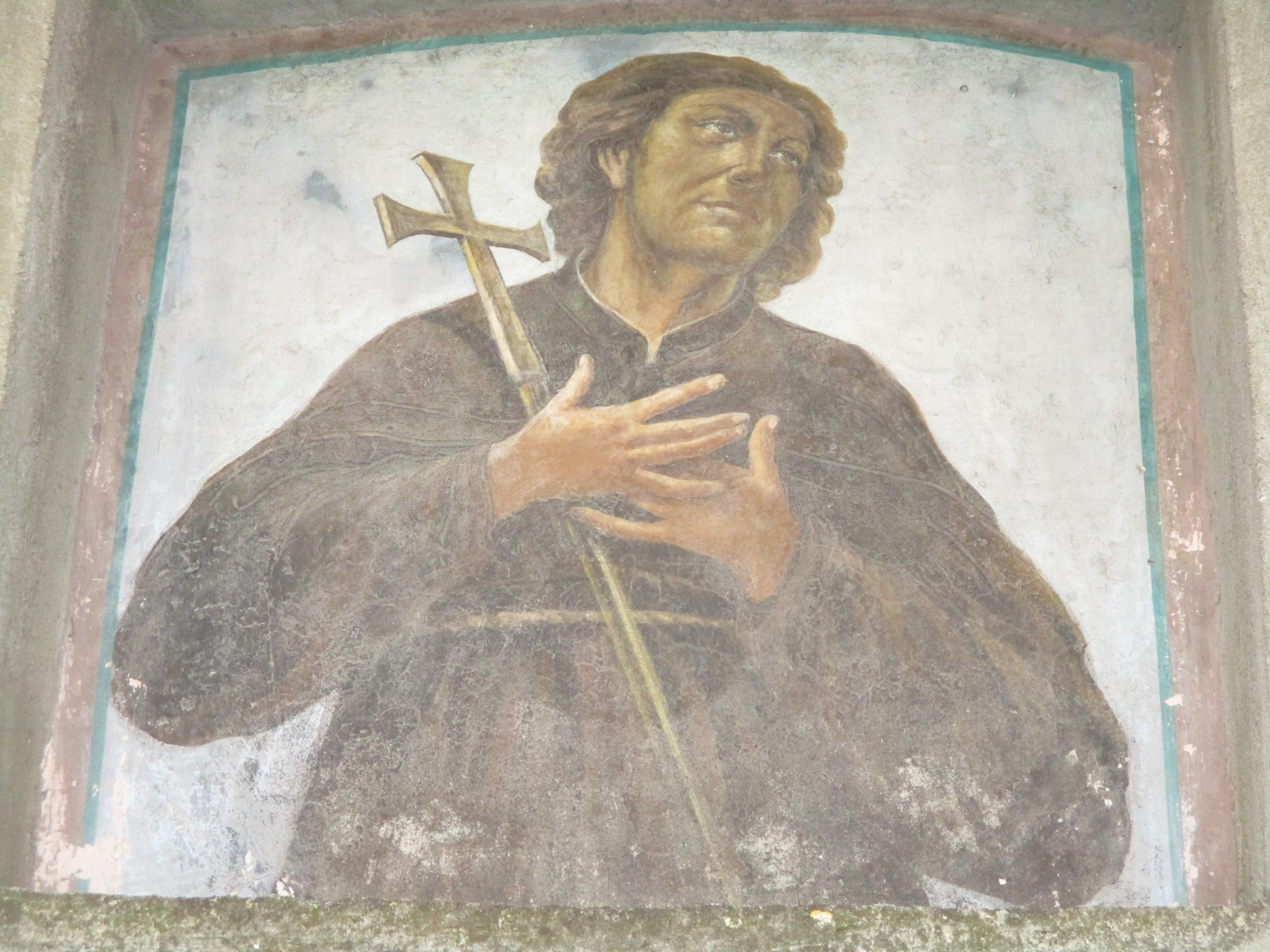
Fresque de saint Pierre l’Ermite au sein de l’église.

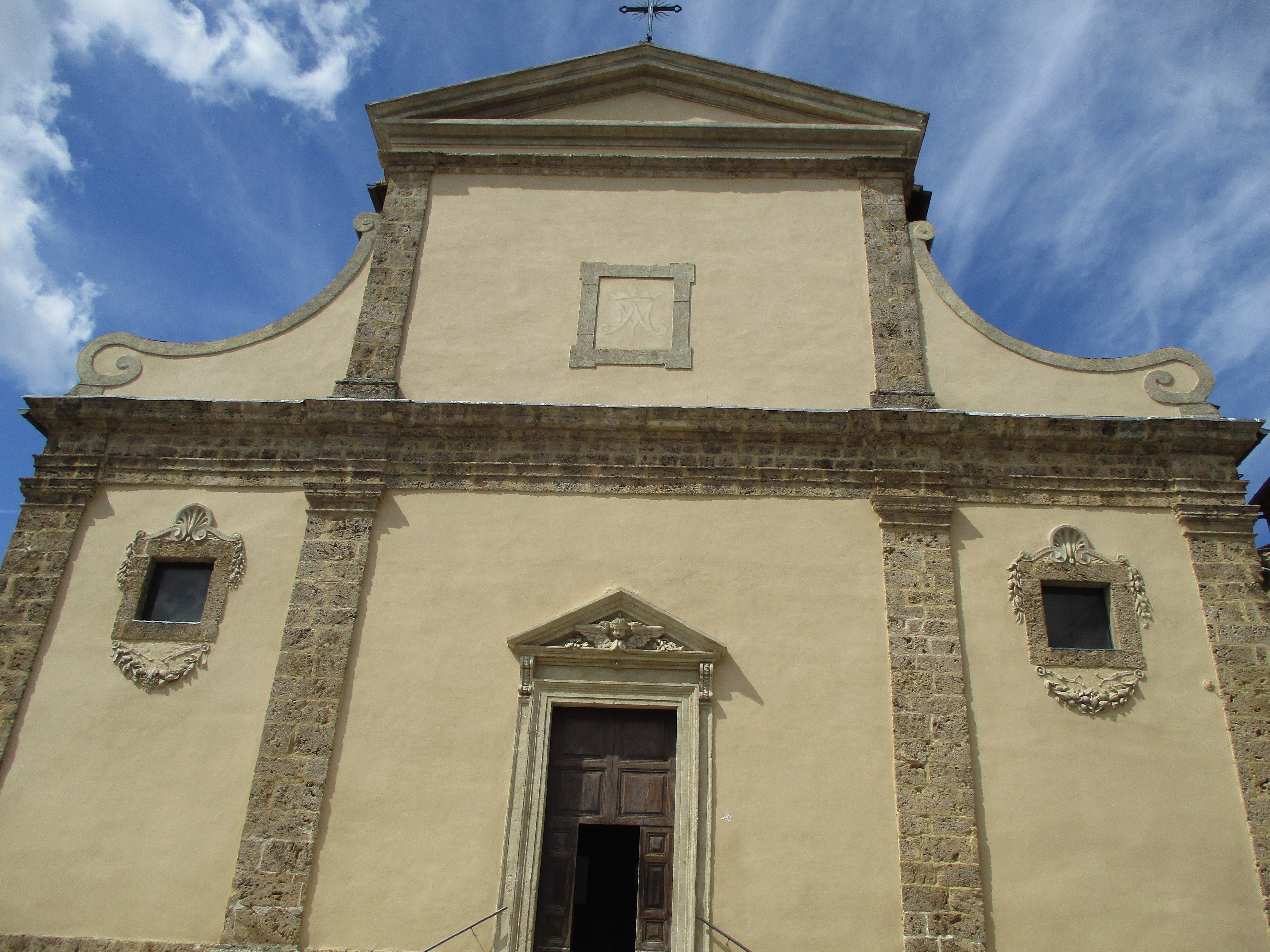
La façade de l’église Santa Maria Assunta.

- L'arc de Trevi, partie subsistante de l'opus quadratum datant du IIIe siècle av. J.-C. ou du IIe siècle av. J.-C.

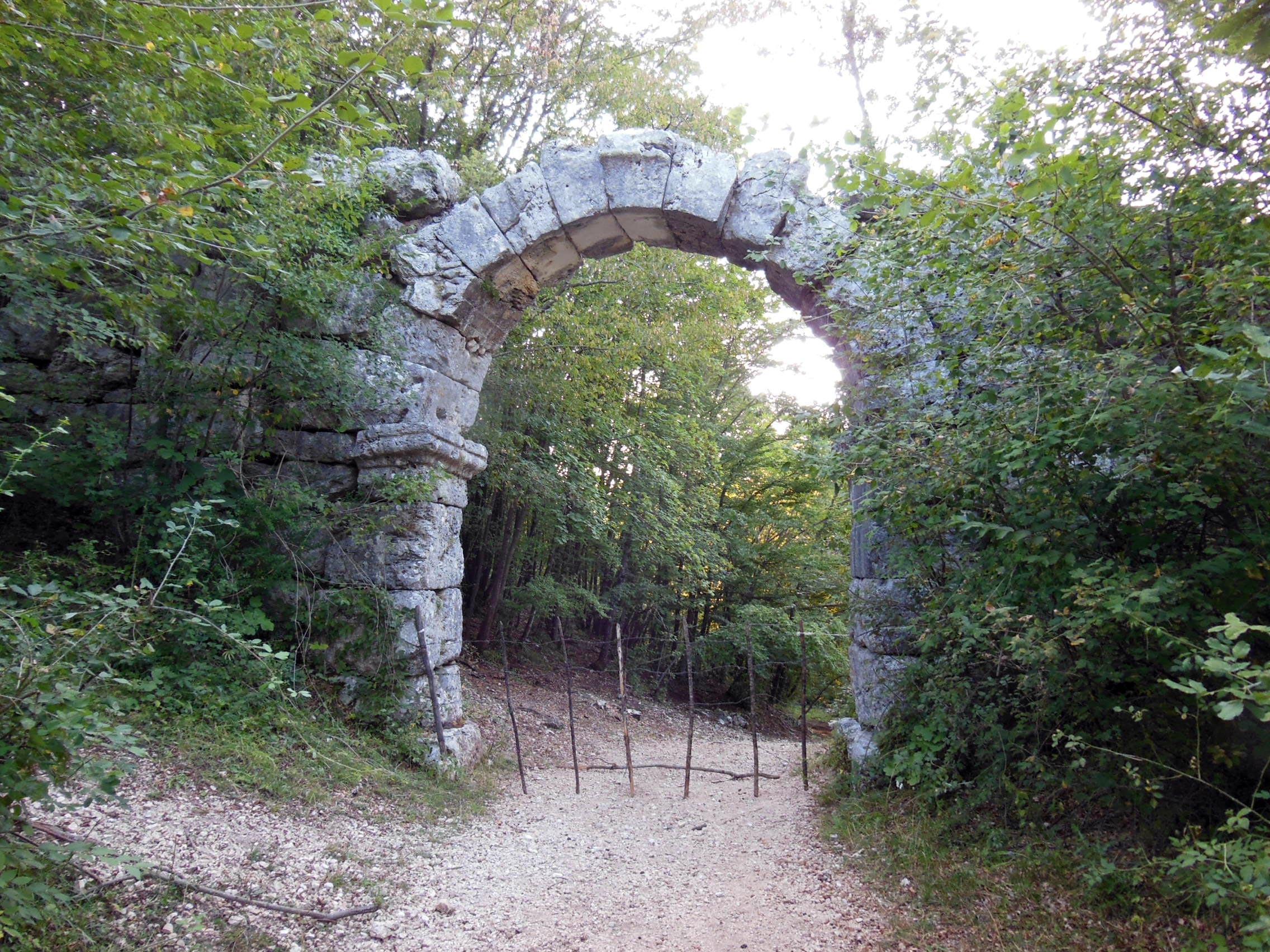
L'arc de Trevi.

## Administration
| Période                                  | Période | Identité | Étiquette | Qualité |
| ---------------------------------------- | ------- | -------- | --------- | ------- |
|                                          |         |          |           |         |
| Les données manquantes sont à compléter. |         |          |           |         |

### Communes limitrophes
Arcinazzo Romano, Filettino, Fiuggi, Guarcino, Jenne, Piglio, Vallepietra